# 존 아키부아
존 아키부아(John Akii-Bua, 1949년 12월 3일 ~ 1997년 6월 20일)는 우간다의 허들 선수로, 조국의 첫 올림픽 챔피언이었다.
43명의 자식들을 포함한 큰 가족에서 자라온 아키부아는 짧은 거리에서 허들 선수로서 자신의 육상 경력을 시작하였다. 영국 출신의 육상 코치 맬컴 아놀드의 감독 아래에 훈련을 받으면서 400m 허들을 소개받았다.
1970년 코먼웰스 게임에서 4위를 하고 이듬해 시즌을 가장 빠른 시간으로 달린 후, 제한적인 시합 경험을 가진 이유로 1972년 뮌헨 올림픽에서 큰 우승 후보로 보이지 않았다. 그럼에 불구하고 세계 기록 47.82초를 세워 우승, 우간다 최초의 금메달리스트가 되었다.
1976년 몬트리올 올림픽에는 아프리카 국가들의 보이콧으로 참가를 놓치고 말았다. 경찰관으로서 이디 아민 대통령에 의하여 진급되었고, 자신의 육상 공훈으로서 자택이 주어졌다. 아민 정권이 무너지자, 그는 가족과 함께 케냐로 도망쳤다. 자신이 이적 행위자로서 보일 것 같은 위협에 놓이던 그가 아민 정권에 의하여 박해를 당한 랑기 족의 일원이었던 이유였다.
케냐에서 난민소에 있다가, 운동화 제조사 푸마에 의하여 풀려나, 3~4년 동안 독일에 살면서 푸마 회사를 위해 일하였다. 귀국 후, 코치가 되었다. 47세의 나이에 홀아비로 사망하였고, 그의 장례는 국장으로 치러졌다.